# Psychotronic Video
Psychotronic Video var en amerikansk filmtidning som grundades av utgivaren/redaktören Michael J. Weldon 1980 i New York City och täckte vad han kallade "psykotroniska filmer", vilket han definierade som "de filmer som traditionellt ignorerades eller förlöjligades av mainstreamkritiker vid tidpunkten för deras utgivning: skräck, exploatering, action, science fiction och filmer som vanligtvis visades på drive-ins eller grindhouses i innerstaden." Tidningen publicerades fram till 2006. De flesta av tidningens hundratals recensioner skrevs av Weldon själv. Andra bidragsgivare inkluderade karriärhistorier/intervjuer med kultfilmare och skådespelare som Radley Metzger, Larry Cohen, Jack Hill, William Rotsler, David Carradine, Sid Haig, Karen Black och Timothy Carey. Vanliga inslag inkluderade "Record Reviews" av Art Black, "Reservdelar" (som täckte fanzines och serier) av Dale Ashmun, och "Never To Be Forgotten", en dödsruna.
Tidningen producerade två böcker som, likt Danny Pearys "Cult Movies"-trilogi, bidrog till att etablera en grund för kritisk analys av lågbudgetgenrefilmer.

## Historia
Michael J. Weldon började skriva om film år 1979 när han arbetade på skivbutiken The Drome i Cleveland, som hade anknytning till Pere Ubu-sångaren David Thomas och andra som publicerade en punkrock-zine som kallades Cle. De bad Weldon att skriva en krönika om skräck-tv-filmer. Efter att ha flyttat till New York City samma år grundade han ett fotokopierat veckofanzine 1980 med titeln Psychotronic TV. Det återlanserades av Weldon under sitt mer kända namn 1989, som ett offset kvartalsmagasin. Båda versionerna täckte vad Weldon kallade "psykotroniska filmer", vilket han definierade som "de filmer som traditionellt ignorerades eller förlöjligades av mainstreamkritiker när de släpptes: skräck, exploatering, action, science fiction och filmer som brukade visas på drive-ins eller innerstadens sliphus." Weldon myntade termen efter att ha inspirerats av The Psychotronic Man (1980), en lågbudget science fiction-film, och sa: "För mig var det ett perfekt ord för att få folk att tänka på det jag mest skrev om — 'psycho' för skräckfilmerna och 'tronic' för science fiction."
De flesta av tidningens hundratals recensioner skrevs av Weldon själv. Andra bidragsgivare tillhandahöll karriärhistorier/intervjuer med kultfilmare och skådespelare som Radley Metzger, Larry Cohen, Jack Hill, William Rotsler, David Carradine, Sid Haig, Karen Black och Timothy Carey. Reguljära funktioner inkluderade "Record Reviews" av Art Black, "Reservdelar" (som täckte fanzines och serier) av Dale Ashmun, och "Never To Be Forgotten", en nekrolog av Weldon som behandlade författare, regissörer, tv- och filmstjärnor, rockmusiker, seriekonstnärer, advokater och andra personer som Weldon ansåg vara relaterade till den övergripande psykotroniska världen.
I december 2006 meddelade Weldon att han avslutade publiceringen av Psychotronic Video "efter 18 år och 41 nummer." Med hänvisning till allt högre tryckkostnader och tvivelaktiga affärsmetoder från distributörer som sin främsta källa till oro, noterade han att "Det var en kamp att självpublicera på 80- och 90-talen, men nu är det nästan omöjligt."
I en intervju genomförd av The Augusta Chronicle i november 2012 sa Weldon att han inte hade något intresse av att skriva eller publicera ytterligare böcker eller tidskrifter som ägnades åt genrefilmer. Istället koncentrerade han sig på att driva en butik i centrala Augusta, Georgia, med namnet "Psychotronic", som specialiserade sig på samlarföremål såsom vinylskivor, filmaffischer och äldre serietidningar.
Innan butiken i Georgia, hade Weldon en butik vid namn Psychotronic i East Village i New York City. Efter att den butiken stängdes, öppnade han en annan på Chincoteague Island, Virginia, där han bodde sedan år 2006 och drev den i 13 år. Under denna tid arbetade han även som discjockey på den lokala radiostationen WCTG-FM.

## Psykotroniskaböcker
Innan den andra versionen av tidskriften publicerades, gav Ballantine Books ut The Psychotronic Encyclopedia of Film (1983), en 815-sidig sammanställning av minirecensioner av över 3 000 kultfilmer. Boken skrevs av Weldon med redaktionell hjälp från Charles Beesley, Fangorias Bob Martin och Akira Fitton. Förordet av Christopher Cerf krediterade det ursprungliga fanzinet för att vara direkt inspiration för publiceringen av boken. En andra bok var planerad att ges ut av ett företag som heter Pharos hösten 1992, men den kom aldrig ut. År 1996 gav St. Martin's Press ut Weidons 672-sidiga The Psychotronic Video Guide to Film.

## Arv
Tidningen producerade två böcker som, likt Danny Pearys Cult Movies-trilogi, bidrog till att skapa en grund för kritisk analys av lågbudgetgenrefilmer. Som Austin Film Society påpekade,
Det finns vad vi kan betrakta som Danny Peary-falangen. ... Peary upphöjde en särskild typ av "kult" kritik i sina flera volymer av böckerna Cult Movies. Aldrig nedlåtande, firar Peary dessa filmer för deras unika egenskaper och deras stöd för outsider-röster ... och böckerna är avgörande läsning för alla som är intresserade av vad som ligger strax utanför kanonens gränser. Och sedan har vi Michael Weldon. Kommande från samma efterkrigstida skräphög som födde bandet The Cramps, är Weldons estetik den av den obekymrade kännaren av de sublima aspekterna av skräpkulturen. ... Den Psychotronic spåret av "kult" filmuppskattning är ansvarig för många av dagens dominerande attityder om dessa filmer. Aldrig snobbistisk eller nedlåtande ser Weldon Bela Lugosi och Vampira ... som profeter av skräppunk estetiken.
Pulitzerpristagaren Colson Whitehead skrev att,
Weldons bok var ett bevis på att även den mest osannolika idén hade en chans. Om dessa filmer existerade, då var säkert vad som helst mesigt som bubblade i mitt huvud inte så orimligt. Den psykotroniska filmens brist på mimesis, dess sociopatiska förståelse för mänsklig interaktion, dess likgiltiga skådespeleri och dess löjliga uppsättningar var en slags ritualiserad mediokritet. Filmskaparna var så inkompetenta i sin framställning av någon form av igenkännbar verklighet att deras skapelser blev en form av smutsig science fiction, dokumentärer om en alternativ planet.
Entertainment Weekly år 1991 uttalade att "bannern som föll i samband med nedläggningen av B-filmhuset har plockats upp av videon, och Weldon leder korståget... I sina 10 nummer hittills har Psychotronic Video blivit något av ett universitet utan väggar. Videorecensionerna spänner från bortglömda klassiker till garagegjorda kortfilmer, nekrologer noterar förlusten av kultfavoriter, intervjuer inkluderar sådana som Clive Barker och James Coburn, och brev presenterar en pågående akademisk dialog... Weldons egen expertis har lett till deltagande i ett antal psykotroniska filmfestivaler både här och utomlands."

## Michael Weldon
Weldon, som ursprungligen kommer från Cleveland, Ohio, föddes omkring 1952. Hans far, Bill Weldon, som arbetade för Cleveland Press, var en amatörforskare inom varieté och popkultur.
Under 1980-talet i New York mötte Weldon och gifte sig med sin fru Mia, som då var en klänningsdesigner.
Weldon var trummis för protopunkbandet Mirrors under deras ursprungliga existens (tidigt till mitten av 1970-talet) och deras senare studiosessioner (1986–1988).   